# Bartelskauz
Der Bartelskauz (Strix bartelsi) ist eine Art aus der Familie der Eigentlichen Eulen. Er kommt ausschließlich in Südostasien vor. Er galt über längere Zeit als Unterart des Malaienkauzes. In jüngerer Literatur geht man davon aus, dass Malaienkauz, Niaskauz, Bergkauz und Bartelskauz eine Superspezies bilden. Der Name der Art ehrt den deutschen Ornithologen Max Eduard Gottlieb Bartels (1836–1871).

## Merkmale
Mit einer Körpergröße von etwa 39 bis 43 Zentimetern ist der Bartelskauz eine verhältnismäßig große Art innerhalb seiner Gattung. Federohren fehlen. Der Gesichtsschleier ist rötlichbraun bis kastanienfarben und von einem auffälligen dunklen Rand umgeben. Die Region rund um die Augen ist schwarz. Die Augenbrauen sind cremefarben. Das Kopfgefieder ist ansonsten überwiegend dunkel- bis schwarzbraun. Die Kehle ist weißlich. Im Nacken befindet sich ein breites, ockerfarbenes Band. Die Vorderbrust ist kastanienfarben oder rötlich mit unscharfen, feinen dunklen Querstreifen. Flügel und Schwanz sind rötlich und cremefarben gestreift. Die Körperunterseite ist cremefarben mit dunkleren, braunen Querstreifen. Die Läufe sind befiedert, die Zehen sind nur vorne nicht befiedert. Die Augen sind dunkelbraun.
Verwechslungsmöglichkeiten bestehen mit dem Malaienkauz, dessen Gesichtsschleier mehr rötlich ist und dem das Nackenband fehlt.

## Verbreitungsgebiet
Der Bartelskauz kommt nach jetzigem gesicherten Wissensstand nur im Westen Javas vor. Es ist aber möglich, dass er auch vereinzelt auf Sumatra und Borneo vorkommt. Er ist ein Standvogel. Sein Lebensraum sind primäre Bergwälder. Er kommt in Höhenlagen zwischen 1.000 und 2.000 Metern über NN vor.

## Lebensweise
Die Lebensweise des Bartelskauzes ist bislang nur sehr wenig erforscht. Er wird häufiger paarweise beobachtet und scheint sich vor allem im dichten Bergwald aufzuhalten, während er Waldränder weniger häufig frequentiert. Seine Anwesenheit fällt meist dadurch auf, dass andere Vögel – darunter vor allem Graudrongos – auf ihn hassen.
Sein Nahrungsspektrum besteht überwiegend aus großen Insekten. Daneben spielen auch kleinere Säugetiere eine Rolle. Über die Fortpflanzungsbiologie ist bislang gar nichts bekannt. Vermutet wird, dass die Paare lebenslang zusammenbleiben.

## Belege

### Einzelbelege
1. ↑   König et al., S. 359